# Wish You Were Here (album)
Wish You Were Here is een album van Pink Floyd, dat in 1975 verscheen. Het is een van de meest succesvolle albums van de groep.

## Achtergrond
Na het succes van het voorgaande album The Dark Side of the Moon moest de band met een vervolg komen. Het basismateriaal voor dit nieuwe album kreeg door middel van liveoptredens vorm. De volgende nummers zouden op het album komen: "Shine On You Crazy Diamond," "You Gotta Be Crazy" en "Raving and Drooling". Echter tijdens het creatieproces werd "Shine On You Crazy Diamonds" te lang voor een enkele zijde van een langspeelplaat (lp) en moest in twee delen gesplitst worden.
Roger Waters overtuigde de rest van de band dat ze de andere twee nummers moesten schrappen. Deze twee zouden twee jaar later op het album Animals alsnog uitgebracht worden, onder de titels "Dogs" en "Sheep". Tussen de twee "Shine On"-delen werden door Waters drie nieuwe composities gemaakt. Deze verwijzen naar de omstandigheden van en rondom de band in die tijd. "Wish You Were Here" is een ode aan voormalig bandlid Syd Barret, terwijl "Welcome to the Machine" en "Have a Cigar" over de gekte in de muziekindustrie gaan.
Omdat Roger Waters zijn eigen zangkunsten niet vertrouwde, werd Roy Harper gevraagd om Have A Cigar in te zingen. Harper was een labelgenoot (Harvest) van de Floyd en was twee deuren verder bezig zijn album H.Q. op te nemen.
Tijdens de opname van Wish You Were Here begonnen de spanningen tussen de bandleden op te lopen. Dit album is ook voorlopig het laatste album waarop Richard Wright credits kreeg voor het meeschrijven aan het resultaat. Roger Waters zou bij de volgende albums steeds meer de output van de band gaan bepalen.

## Kenmerken
Het album is opgedragen aan Syd Barrett, die eerder wegens overmatig drugsgebruik uit de band was gezet. De naam van Syd Barrett komt ook terug in de titel van de langste track van dit album: (S)hine on (y)ou crazy (d)iamond. Tijdens de eindmix van Shine On You Crazy Diamond kwam een dikke kale man binnen die een verwarde indruk maakte en in eerste instantie door niemand herkend werd vanwege zijn Hare Krishna-uiterlijk. Het was Syd Barrett. De bandleden hadden Barrett ongeveer vier jaar niet gezien en zagen hem hierna ook niet meer.
Alle tracks lopen in elkaar over. De lp was aanvankelijk verpakt in een kartonnen hoes die op zijn beurt was verpakt in zwarte krimpfolie. Pas bij het verwijderen van de krimpfolie werd de eigenlijke hoes zichtbaar, met daarop een foto van twee mannen die handen schudden terwijl de rechterman in brand staat. De krimpfolie werd later weggelaten.
De vier noten gespeeld aan het begin van "Shine On" komen in alle nummers terug. De zinsnede "Oh by the way, which one is Pink?" uit "Have a Cigar" is niet verzonnen. De vraag werd ooit eens gesteld door een Amerikaanse platenbons. In de laatste seconden van het album speelt Wright het refrein van hun oude nummer "See Emily Play".

## Ontvangst
Het album was een enorm commercieel succes. Het behaalde in de tweede week na uitkomst de eerste plaats in de Engelse albumlijsten. In 1970, vijf jaar eerder, was de nummer 1-positie weggelegd voor Atom Heart Mother.

## Nummers
| Nr. | Titel                                    | Schrijver(s)                              | Duur  |
| --- | ---------------------------------------- | ----------------------------------------- | ----- |
| 1.  | Shine On You Crazy Diamond (Parts I-V)   | David Gilmour/Roger Waters/Richard Wright | 13:31 |
| 2.  | Welcome to the Machine                   | Waters                                    | 7:27  |
| 3.  | Have a Cigar                             | Waters                                    | 5:08  |
| 4.  | Wish You Were Here                       | Gilmour/Waters                            | 5:39  |
| 5.  | Shine On You Crazy Diamond (Parts VI-IX) | Gilmour/Waters/Wright                     | 12:23 |

## Bezetting
- David Gilmour – zang, gitaar, lapsteelgitaar, EMS Synthi AKS, additionele basgitaar, additionele keyboards, tape-effecten.
- Roger Waters – zang, basgitaar, additionele gitaar, VCS3, tape-effecten.
- Richard Wright – keyboards, VCS3, achtergrondzang
- Nick Mason – drums, percussie, tape-effecten
- Roy Harper – zang op "Have a Cigar"
- Dick Parry – saxofoon op "Shine on You Crazy Diamond"
- Michael Bufando - saxofoon op "Shine on You Crazy Diamond"
- Venetta Fields – achtergrondzang op "Shine on You Crazy Diamond"
- Carlena Williams – achtergrondzang op "Shine on You Crazy Diamond"
- Stéphane Grappelli – viool op "Wish You Were Here" (bijna niet te horen op de uiteindelijke mix)

## Technici en ontwerpers
- Brian Humphries – geluidstechnicus
- Peter Christopherson – assistent-ontwerper (zie Hipgnosis)
- Peter James – geluidstechnicus, assistent-geluidstechnicus
- Hipgnosis – design, fotografie
- Storm Thorgerson – re-design
- Phil Taylor – extra fotografie (remaster)
- Jill Furmanovsky – extra fotografie (remaster)
- George Hardie – illustraties
- Richard Manning – assistent-ontwerper
- Howard Bartrop – assistent-ontwerper
- Jeff Smith – assistent-ontwerper
- James Guthrie – Remastering-producent
- Doug Sax – Remastering
- Gerald Scarfe – "Welcome to the Machine"-muziekvideo

## Hitnoteringen

### NederlandseAlbum Top 100
| Hitnotering: (Week 1 t/m 30) 27-09-1975 t/m 24-04-1976 Hitnotering (Week 31) 12-11-2011 | Hitnotering: (Week 1 t/m 30) 27-09-1975 t/m 24-04-1976 Hitnotering (Week 31) 12-11-2011 | Hitnotering: (Week 1 t/m 30) 27-09-1975 t/m 24-04-1976 Hitnotering (Week 31) 12-11-2011 | Hitnotering: (Week 1 t/m 30) 27-09-1975 t/m 24-04-1976 Hitnotering (Week 31) 12-11-2011 | Hitnotering: (Week 1 t/m 30) 27-09-1975 t/m 24-04-1976 Hitnotering (Week 31) 12-11-2011 | Hitnotering: (Week 1 t/m 30) 27-09-1975 t/m 24-04-1976 Hitnotering (Week 31) 12-11-2011 | Hitnotering: (Week 1 t/m 30) 27-09-1975 t/m 24-04-1976 Hitnotering (Week 31) 12-11-2011 | Hitnotering: (Week 1 t/m 30) 27-09-1975 t/m 24-04-1976 Hitnotering (Week 31) 12-11-2011 | Hitnotering: (Week 1 t/m 30) 27-09-1975 t/m 24-04-1976 Hitnotering (Week 31) 12-11-2011 | Hitnotering: (Week 1 t/m 30) 27-09-1975 t/m 24-04-1976 Hitnotering (Week 31) 12-11-2011 | Hitnotering: (Week 1 t/m 30) 27-09-1975 t/m 24-04-1976 Hitnotering (Week 31) 12-11-2011 | Hitnotering: (Week 1 t/m 30) 27-09-1975 t/m 24-04-1976 Hitnotering (Week 31) 12-11-2011 | Hitnotering: (Week 1 t/m 30) 27-09-1975 t/m 24-04-1976 Hitnotering (Week 31) 12-11-2011 | Hitnotering: (Week 1 t/m 30) 27-09-1975 t/m 24-04-1976 Hitnotering (Week 31) 12-11-2011 | Hitnotering: (Week 1 t/m 30) 27-09-1975 t/m 24-04-1976 Hitnotering (Week 31) 12-11-2011 | Hitnotering: (Week 1 t/m 30) 27-09-1975 t/m 24-04-1976 Hitnotering (Week 31) 12-11-2011 | Hitnotering: (Week 1 t/m 30) 27-09-1975 t/m 24-04-1976 Hitnotering (Week 31) 12-11-2011 | Hitnotering: (Week 1 t/m 30) 27-09-1975 t/m 24-04-1976 Hitnotering (Week 31) 12-11-2011 |
| Week:                                                                                   | 1                                                                                       | 2                                                                                       | 3                                                                                       | 4                                                                                       | 5                                                                                       | 6                                                                                       | 7                                                                                       | 8                                                                                       | 9                                                                                       | 10                                                                                      | 11                                                                                      | 12                                                                                      | 13                                                                                      | 14                                                                                      | 15                                                                                      | 16                                                                                      | 17                                                                                      |
| --------------------------------------------------------------------------------------- | --------------------------------------------------------------------------------------- | --------------------------------------------------------------------------------------- | --------------------------------------------------------------------------------------- | --------------------------------------------------------------------------------------- | --------------------------------------------------------------------------------------- | --------------------------------------------------------------------------------------- | --------------------------------------------------------------------------------------- | --------------------------------------------------------------------------------------- | --------------------------------------------------------------------------------------- | --------------------------------------------------------------------------------------- | --------------------------------------------------------------------------------------- | --------------------------------------------------------------------------------------- | --------------------------------------------------------------------------------------- | --------------------------------------------------------------------------------------- | --------------------------------------------------------------------------------------- | --------------------------------------------------------------------------------------- | --------------------------------------------------------------------------------------- |
| Positie:                                                                                | 10                                                                                      | 4                                                                                       | 3                                                                                       | 3                                                                                       | 4                                                                                       | 3                                                                                       | 2                                                                                       | 2                                                                                       | 3                                                                                       | 5                                                                                       | 6                                                                                       | 14                                                                                      | 14                                                                                      | 18                                                                                      | 15                                                                                      | 13                                                                                      | 12                                                                                      |
| Week:                                                                                   | 18                                                                                      | 19                                                                                      | 20                                                                                      | 21                                                                                      | 22                                                                                      | 23                                                                                      | 24                                                                                      | 25                                                                                      | 26                                                                                      | 27                                                                                      | 28                                                                                      | 29                                                                                      | 30                                                                                      |                                                                                         | 31                                                                                      |                                                                                         |                                                                                         |
| Positie:                                                                                | 14                                                                                      | 15                                                                                      | 20                                                                                      | 28                                                                                      | 33                                                                                      | 38                                                                                      | 44                                                                                      | 41                                                                                      | 40                                                                                      | 37                                                                                      | 41                                                                                      | 49                                                                                      | 50                                                                                      | uit                                                                                     | 62                                                                                      | uit                                                                                     |                                                                                         |

### VlaamseUltratop 100Albums
In de Vlaamse Ultratop 100 Albumlijst werden de noteringen van het originele album uit 1975 en de "Experience edition" uit 2011 niet bij elkaar opgeteld.

#### Wish you were here
| Positie: | 85 | 88 | uit |

#### Wish you were here - Experience edition
| Hitnotering: 12-11-2011 t/m 19-11-2011 | Hitnotering: 12-11-2011 t/m 19-11-2011 | Hitnotering: 12-11-2011 t/m 19-11-2011 | Hitnotering: 12-11-2011 t/m 19-11-2011 |
| Week:                                  | 1                                      | 2                                      |                                        |
| -------------------------------------- | -------------------------------------- | -------------------------------------- | -------------------------------------- |
| Positie:                               | 83                                     | 77                                     | uit                                    |

- MusicBrainz release group: 1a272023-10d3-38ee-bab3-317b55fcc21d

Nummers van Pink Floyd